# Typ 59
Typ 59 je čínský hlavní bojový tank z konce padesátých let 20. století. Jedná se o kopii sovětského T-54A.

## Vývoj
První vozidlo bylo vyrobeno v roce 1958 a poté, co prošlo zkouškami, byla roku 1963 zahájena sériová výroba; vzniklo celkem 10 000 kusů. V roce 1985, kdy výroba skončila, se ve výzbroji Čínské lidové armády nacházelo přibližně 5 500 tanků tohoto typu.

## Design
Přestože se jedná o kopii sovětského T-54A, jsou zde viditelné rozdíly, původně chyběl např. infračervený reflektor nebo stabilizátor děla.

### Pancéřování
Typ 59 má typické poválečné uspořádání: motorový prostor vzadu a odlévaná kupolovitá věž ve středu vozidla. Trup ze svařované oceli má tloušťku 99 mm, podlahu 20 mm a věž 39-100 mm. Čelo vozidla chrání pancíř o tloušťce 203 mm.

### Výzbroj
Věž je osazena 100mm kanónem (původně se jednalo o sovětský D-10T) pro který tank převáží 34 granátů. Proti pěchotě slouží 7,62mm kulomet Typ 59T (se zásobou 3 500 kusů munice) a proti nízkoletícím letounům kulomet Typ 54 ráže 12,7mm (jedná se o kopii slavného sovětského kulometu DŠKM).

### Pohon
Tank je poháněn vodou chlazeným dieselovým motorem Model 12150L V-12, jenž při 2000 ot/min vyvine výkon 520 koní. Zásoba paliva činí 815 l, přičemž dalších 400 l může být převáženo v přídavných palivových nádržích. Dojezd činí 430 km, resp. 630 km s použitím přídavných palivových nádrží.

## Nasazení
Prvního bojového nasazení se Typ 59 dočkal ve Vietnamu, kde se spolu s T-54 postavil americkým strojům M48 Patton a M41 Walker Bulldog. Kromě toho se zúčastnil mj. indicko-pákistánské války v roce 1971, čínsko-vietnamské války v roce 1979 nebo irácko-íránské války v 80. letech, kdy obě strany disponovaly právě těmito tanky. Dále se zapojily do války v Perském zálivu nebo do občanské války v Súdánu. Čínská lidová osvobozenecká armáda typ nasadila při masakru demonstrantů na náměstí Nebeského klidu v červnu 1989.

## Uživatelé

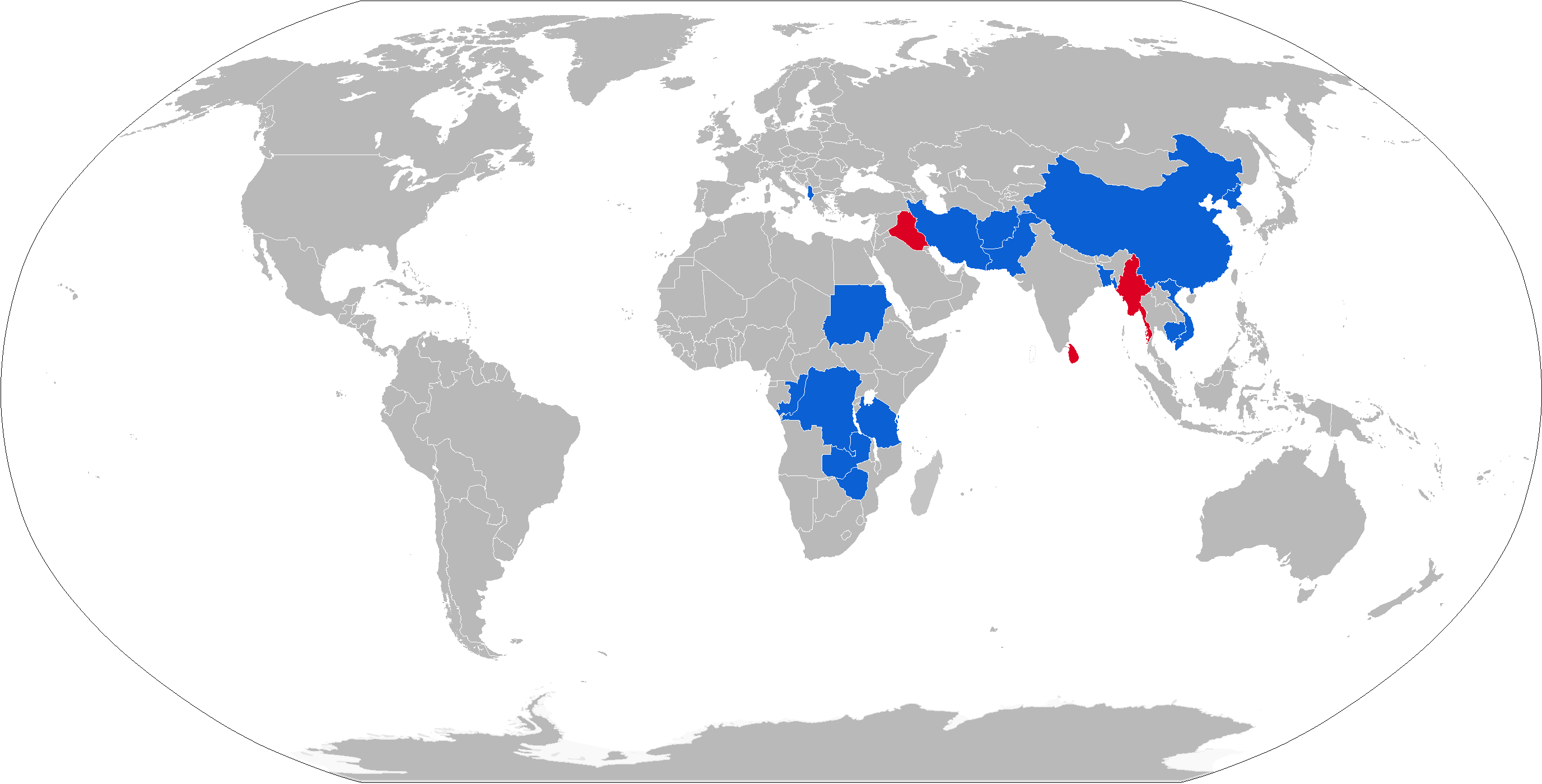
Mapa uživatelů tanku Typ 59

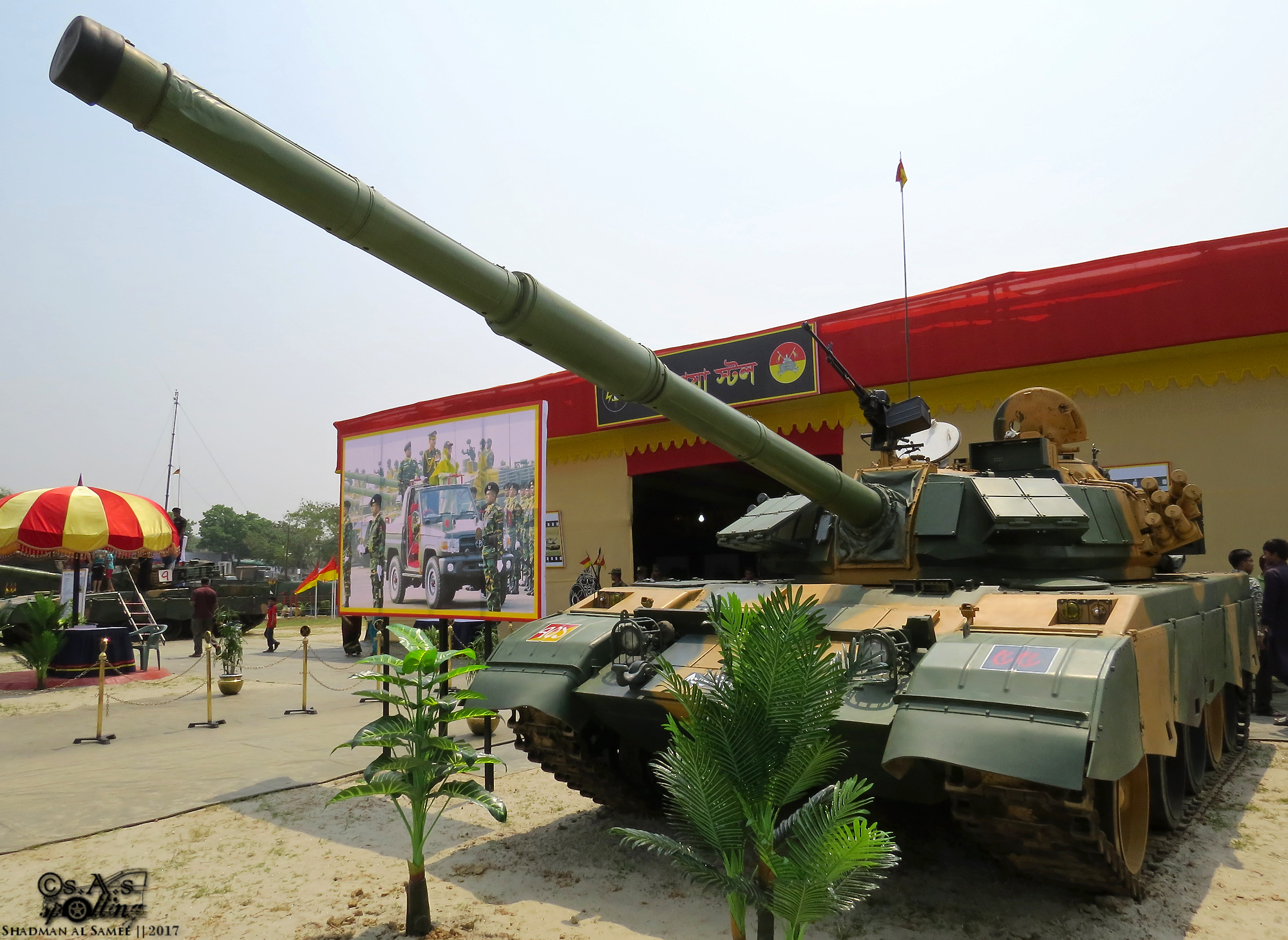
Typ 59G Durjoy bangladéšské armády

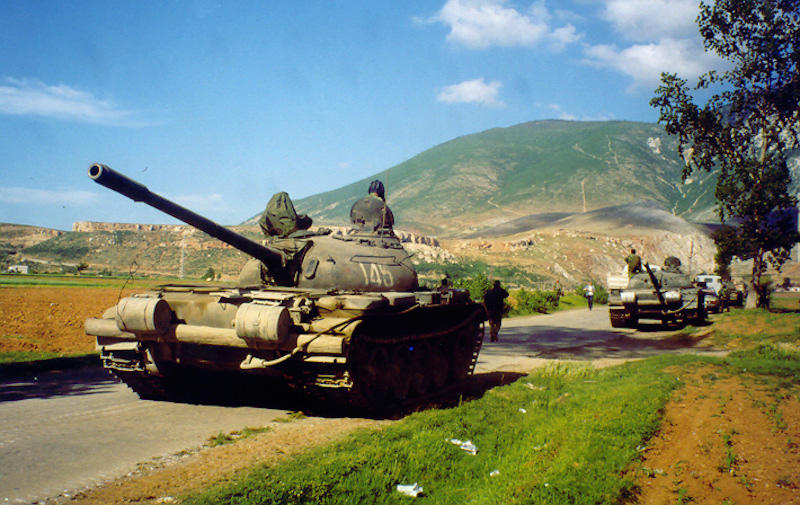
Albánské tanky typu 59 během incidentu na albánsko-jugoslávské hranici v dubnu 1999

### Současní
- Bangladéš - 174 tanků ve službě (údaj z roku 2014), ve verzi Typ 59G Durjoy
- Čad - verze Typ 59G
- Čína - v roce 2020 se ve službě nacházelo přibližně 300 tanků
- Írán - místní ozbrojené složky provozují zhruba 550 tanků ve verzích T-54/55/Typ 59
- Kambodža - 50
- Konžská demokratická republika - do 20 tanků, otázkou je jejich bojeschopnost
- Konžská republika - v roce 1978 bylo místní armádě dodáno 15 strojů
- Myanmar (Barma) - 160 tanků ve verzi Typ 59D
- Pákistán - armáda Pákistánu provozuje cca 1100 tanků Typ 59, z nichž některé prošly hloubkovou modernizací a jsou označovány jako Al-Zarrar
- Severní Korea - 600 kusů, některé upraveny na samohybná děla s houfnicí ráže 170 mm[5]
- Súdán - 60, verze Typ 59D
- Tanzanie - 15 kusů ve verzi Typ 59G
- Vietnam - 350 tanků, dodány v letech 1970-72
- Zambie - 22 tanků
- Zimbabwe - 30 kusů, jejich provozuschopnost nejasná

### Bývalí
- Albánie - v letech 1966–75 dodáno 721 tanků, všechny vyřazeny
- Irák
- Jižní Vietnam[zdroj⁠?!]
- Srí Lanka - všech 25 tanků vyřazeno do roku 2010